# Filippo Buonarroti

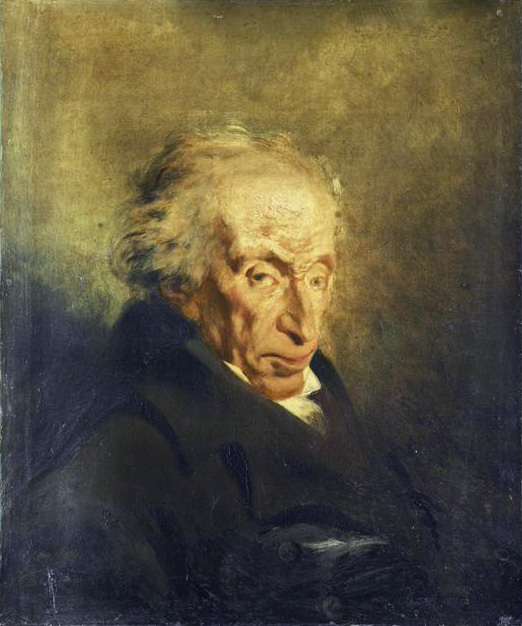
Filippo Buonarroti

Filippo Giuseppe Maria Ludovico Buonarroti, también llamado Philippe o Filippo Buonarroti, (11 de noviembre de 1761, Pisa (Toscana) - 16 de septiembre de 1837,  París) fue un político que actuó en la Revolución francesa junto a Graco Babeuf y más tarde animó diversas sociedades secretas en Bélgica y Francia.

## Juventud
Nació en Pisa, en el seno de una familia de patricios toscanos descendientes de un hermano del escultor Miguel Ángel Buonarrotti. A los 17 años inició sus estudios de derecho, obteniendo el título de abogado a los 20 años, y fue seguidor de las enseñanzas de los filósofos Sarti y Lampredi, que lo inician en los escritos de Rousseau, Locke, Gabriel Bonnot de Mably, Helvetius y Morelly. Repartiendo su tiempo entre las discusiones filosóficas, la colaboración con sociedades secretas, la asistencia a reuniones de la masonería y a los Iluminados de Baviera y la redacción de panfletos, pronto se opone al régimen de Leopoldo, gran duque de Toscana. Se afilia al grupo Iluminados de Baviera, seguidores de las ideas de Rousseau, y publica en 1787 una Gazetta Universale progresista y favorable a los sucesos revolucionarios de Holanda, lo que le vale ser vigilado por la policía.

## Revolución francesa
En 1789 se entusiasma por los sucesos de Francia y se dirige a Córcega en noviembre, para propagar las ideas revolucionarias. Considerando que la isla es un reservorio de formas primitivas de comunitarismo y de igualitarismo agrarios, se interesa en el régimen de propiedad, particularmente en las propiedades comunales. Redacta en italiano un diario titulado Giornale Patriotico di Corsica y se convierte al poco tiempo en uno de los administradores de los bienes nacionalizados del clero. En junio de 1791, los partidarios de Pascal Paoli se sublevan y expulsan a Buonarrotti a Livorno, donde quedará encarcelado. Gracias a la intervención de la Asamblea Constituyente ante Leopoldo II, es liberado y vuelve a Córcega, donde pide la nacionalidad francesa. En marzo, el gran duque de Toscana incauta sus bienes.
Nombrado comisario nacional frente al tribunal de distrito de Corte en 1792, se vincula con los Bonaparte y se opone a Pascal Paoli. Obligado a pasar a Francia después de la victoria de los paolistas en mayo de 1793, se presenta ante la Convención para denunciar el espíritu «federalista» del departamento. Igualmente presenta un pedido para que los habitantes de la Isla de San Pedro sigan vinculados a Francia. Gracias a la intervención de Robespierre, que lo aprecia y de quien Buonarroti es seguidor, obtiene la ciudadanía francesa y es enviado a Córcega como comisario del poder ejecutivo; sin embargo, las insurrecciones federalistas en el sudeste le impiden cumplir su misión (junio a octubre de 1793). Realiza entonces diversas misiones en el sur de Francia. En abril de 1794 es nombrado agente nacional general para los territorios conquistados en la región de Piamonte, al este de Menton. Durante once meses, desde abril de 1794 a marzo de 1795, intenta hacer del antiguo principado de Oneglia, pequeño puerto piamontés sobre la costa ligur, un refugio para los patriotas italianos y un modelo de república. Su tarea principal consiste en desarrollar el propagandismo revolucionario.
Detenido en Menton por «robespierrista» en marzo de 1795, es encerrado en la prisión Du Plessis, en París, donde conoce a Graco Babeuf. Entre los dos elaboran una doctrina comunista. Una vez en libertad, Buonarroti se encuentra entre los fundadores del Club del Panteón, del cual será presidente un tiempo y defensor de las ideas de Babeuf.
El cierre del club por el Directorio disuade a Buonarroti de seguir a las tropas francesas a Italia. Se reúne con el «Directorio Secreto de Salud Pública», constituido por Babeuf el 30 de marzo de 1796, y se convierte con él en el principal teórico de la llamada «Conspiración de los Iguales». Denunciados por una infiltración policial, son arrestados el 10 de mayo de 1796. Juzgados ante la Corte Suprema de Vendôme, Babeuf es condenado a muerte el 25 de mayo de 1797 y Buonarrotti a la deportación.

## Consulado e Imperio
Su pena es conmutada por la detención, y pasará largos años en prisión: en Cherburgo hasta abril de 1800; luego, gracias a la indulgencia de Lucien Bonaparte, en la isla de Oleron, donde ejerce las funciones de maestro de escuela; finalmente, en Sospel, en los Alpes Marítimos, de 1803 a 1806. Allí contacta a Pierre-Joseph Briot, revolucionario y miembro de la Carbonería, en el rito del Gran Alejandro de la Confianza, movimiento que servirá para la constitución de la carbonería en Italia.
En 1806, Fouché, que protege a los antiguos babuvistas, obtiene para él el derecho de instalarse en Ginebra. Con la ayuda del hermano de Marat, Buonarroti retoma entonces una actividad revolucionaria clandestina. En 1808 participa en la fundación de la logia masónica Los Sublimes Maestros Perfectos. En 1812 participa en la conspiración del general Malet. Su papel en las sociedades secretas le vale ser expulsado de la ciudad dos veces: en 1813-1814 y en 1823.

## Restauración
Instalado en Bruselas tras la caída de Napoleón, vuelve a vincularse con viejos convencionales, como Vadier o Barère. En 1828 publica Conspiration pour l’Egalité, dite de Babeuf (Conspiración por la Igualdad, llamada de Babeuf), que tendrá una enorme repercusión en el público francés, ya que la abortada insurrección babuvista había sido borrada de la memoria histórica. El libro llegará a ser una “biblia” de los grupos conspirativos franceses de todo el siglo XIX, en especial por los seguidores de Auguste Blanqui, y Buonarroti pasará a ser recordado como el antepasado más importante de los revolucionarios “profesionales”.
En París desde 1830, funda diversas logias masónicas y llega a ser un miembro activo de la Carbonería. Siendo uno de los principales motorizadores de los grupos revolucionarios clandestinos de los años 1830, interviene en la Société des Droits de l’Homme (Sociedad de los Derechos del Hombre). Juega un papel destacado en la formación política de François Raspail, Louis Blanc y Auguste Blanqui. Detenido por última vez a los 72 años, en octubre de 1833, muere ciego y en la miseria en 1837.